# Kanton Rumigny
Kanton Rumigny (fr. Canton de Rumigny) byl francouzský kanton v departementu Ardensko v regionu Champagne-Ardenne. Tvořilo ho 23 obcí. Zrušen byl po reformě kantonů 2014.

## Obce kantonu
- Antheny
- Aouste
- Aubigny-les-Pothées
- Blanchefosse-et-Bay
- Bossus-lès-Rumigny
- Cernion
- Champlin
- L'Échelle
- Estrebay
- La Férée
- Flaignes-Havys
- Le Fréty
- Girondelle
- Hannappes
- Lépron-les-Vallées
- Liart
- Logny-Bogny
- Marby
- Marlemont
- Prez
- Rouvroy-sur-Audry
- Rumigny
- Vaux-Villaine